# أوسكار وارد
أوسكار وارد (مواليد 15 أكتوبر 1927) هو ملاكم هندي، مثّل بلاده في الألعاب الأولمبية الصيفية 1952.

## روابط خارجية
أوسكار وارد على موقع أوليمبيديا (الإنجليزية)